# 融合 (ドラゴンボール)
日本の漫画およびアニメ作品『ドラゴンボール』において、融合（ゆうごう）とは、2人の人間が合体し、1人の人間となる現象を指す。融合は合体技「フュージョン」やナメック星人の「同化」、神の道具「ポタラ」の使用など、さまざまな方法により実現される。
以下、融合の形態。

## フュージョン
元々はメタモル星人に伝わる2人の戦士が融合して強力な戦士となる融合技。孫悟空がセルの自爆で死亡した後、あの世のメタモル星人から教わった。
フュージョンは、2人の人物が一定の距離を取って立ち、「フュー」「ジョン」の掛け声とともに左右対称に同じタイミングでダンスにも似た一連の特定のポーズをして、最後に「はっ!」の掛け声とともにお互いが人差し指同士を合わせることにより達成される融合。この「はっ!」の前の一連の動きは2人を同調させると同時に、精神を集中させるための重要な動きであるが、登場人物のほとんどが恥ずかしさを覚えるほど格好悪い。融合する2人の人物はほとんど同じ背丈であり、気の大きさも同じである必要がある。成功すると元の人物をはるかに超えるパワーを持つ別人格の人物が誕生するが、フュージョンのポーズを間違ったりした場合、失敗した姿（肥満体、極度に痩せるなど）になり、戦闘力は激減する。後に『ドラゴンボール超 ブロリー』で効果は2人の強さを足し算＋大幅アップだと明言された。劇中ではフュージョンでの融合後は居丈高な態度となる場合があり、根拠の無い自信の元に強敵に挑んでボロボロになることもあった。この融合によって誕生する新しい肉体は、メタモル星人の民族衣装を身につけたものになる。この融合には制限があり、大きなエネルギーを使用できるものの、融合状態を30分以上持続できない。またゴテンクスがエネルギー消費の激しい超サイヤ人3への変身を併用すると融合時間が5分に減少する上に、分離した後は再びフュージョンするまで1時間の時間を要する。また慣れてくれば、「はっ!」だけで合体は可能である。上手く行けば、どんな条件でも、多人数でも合体は可能だが、両者の微妙なバランスを取るのがとても難しく、あまりに違う2人でのフュージョンはとても困難である。またフュージョンにも色々な種類があり、悟空が習ったものは戦闘力アップのものである。フュージョン後の声は、アニメ版では融合前の2人が同時に話しているような二重の声になっていた（元の2人を担当する声優が同時に喋って収録された）。
フュージョンの発想は、原作者の鳥山明が「超サイヤ人より強いものがない」という話を桂正和にしたら、「合体するしかないんじゃないですか」と言われたことで生まれた。またポーズの形に関して鳥山は「重要な技なのに、くだらないポーズにしたかった」「『ジョン』というところは、たぶんテレビを観ていて、芸人さんの決めポーズからヒントを得たんだと思う」と語っている。アニメでの合体後の2人の声が二重になるというアイデアは鳥山によるもの。また後年鳥山は「男と女がフュージョンしたら、オネエみたいになるのかな？ ムチャクチャ強いオネエ。面白そうです。連載時に描いておけばよかったな（笑）」とコメントしている。
連載当時、1995年の『週刊少年ジャンプ』誌上において「みんなの考えたフュージョン募集」という読者投稿の企画が行われた。
ゲーム『ドラゴンボールフュージョンズ』では、時空が融合した影響で普通の世界よりもややフュージョンしやすくなっている。また、フュージョンをヒントにブルマが作った腕輪「メタモリング」を用いた「EXフュージョン」（エクスフュージョン）が登場しており、通常のフュージョンに戦闘力は及ばないが、特定の戦士同士なら誰とでもずっとフュージョンしていることが可能。さらに5人でフュージョンを行う「マキシフュージョン」も登場する。

## ポタラ
ポタラとは、界王神に伝わる神の道具で、融合を誘発する1対の耳飾りであり、フュージョンと類似した特性を秘めている。
老界王神が言うには「昔からの界王神のとっておきのお宝」で、ポタラにより生成される合体状態は永久に持続し、合体以前の状態への分離は基本的には不可能であるとされていた。しかし、悟空とベジータの2人が合体した姿のベジットは、魔人ブウの体内へ潜入した際に分離し、その時に悟空は「魔人ブウの体内に存在する“イヤな空気”の影響を受けて分離したんじゃないか?」と推測していた。
だが後に、魔人ブウ編のその後の物語『ドラゴンボール超』では、悟空が魔人ブウとの闘いでポタラの合体が解除され元の2人に分離した原因を界王神ゴワスに質問すると、「界王神でない者同士のポタラでの合体には、約1時間の制限時間がある」ということや、膨大な力を使用するなどの何らかの要因でポタラに宿る「合体を維持する力」の消費を早めた場合は、約1時間より早く合体が解除されることが語られた。
魔人ブウとの闘いでは、悟空とベジータの2人がポタラを使用して合体し、ベジットとなり魔人ブウを圧倒した。後に合体が解除され、ポタラを使用して再び合体をするように促された際は、悟空とベジータは「自分たちサイヤ人には向いてない」とポタラを使用して合体することを拒否し、2人がポタラを粉々に破壊したため、作中では一度きりの登場となった。
『ドラゴンボール超』では、ポタラを使用してゴクウブラックとザマスの2人が合体した姿の合体ザマスに対抗するため、魔人ブウとの闘い以来、再び悟空とベジータの2人がポタラを使用して合体した。決着を付けようとベジットは猛攻を仕掛けるが、本気で戦った反動でポタラに宿る「合体を維持する力」が予想以上に早く、消耗して時間切れとなり元の2人に分離した。
なお、界王神とその従者キビトの2人がポタラを使用して合体した姿のキビト神も、『ドラゴンボール超』にてナメック星にあるドラゴンボールの力で元の2人に分離している。
『ドラゴンボールDAIMA』でも界王神とキビトが分離しているが、理由が『ドラゴンボール超』と異なり、悟空とベジータが魔人ブウの体内で分離できたことから自分たちも入ったところ分離できたということになっている。キビトは「体内にポタラの合体すら解いてしまうほどの不思議なガスが発生していると思われる」と語っていた。
老界王神は「フュージョンのように合体できる」と説明したうえで「しかも効果はフュージョン以上」と発言しており、合体後のパワーはフュージョンを上回る。合体によるパワーアップは2人の戦闘力を足した合計ではなく掛け算になるほどの凄まじさと例えられている。ポタラを使用した合体は、合体しようとする二つの個体はそれぞれ耳飾りの一方を相手とは異なる側の耳に装着することにより達成される。この合体によって生成される新しい肉体は、合体する二つの個体の双方に共通する特徴を備えている。
合体後の声は、アニメ版ではベジットのみフュージョンと同様に、合体する前の2人が同時に喋るような二重の声になる。
フュージョンのように、合体する二つの個体のパワー・身長などが等しい必要はない。実際に使用した悟空とベジータは、「あの世とこの世を含めて3本の指に入る達人のうちの2人」であることに加え、「お互いライバル同士という関係上から“ベジット”という最強の戦士が誕生した」と老界王神は推測していた。作者はポタラが登場した理由について「フュージョンは劇場版アニメで使用済みのネタ（ゴジータ）だから、界王神の耳飾りを何かに使えないか考えた」と述べている。
また『ドラゴンボール超』では、ポタラを身に付ければ、界王神以外は使用できない「時の指輪」が使えるようになるなどの、界王神としての権能が得られる効用も秘めているとされる。この効果は片耳にでも付ければ得ることが可能で、お互いが左右どちらか同じ耳に付ければ、合体はせずに界王神の権能を二者で共有するといった用法も可能。
『ドラゴンボール超』では、第10宇宙の界王神ゴワスの従者であるザマスが身に付けた同型のポタラは、ただの装飾品でしかない扱いであった。ゴワスとザマスが身に付けているポタラはそれぞれ色が異なり、ゴワスのポタラの色は界王神だけが付けられる色であるとされる。

## 同化
ナメック星人が行う融合。肉体とエネルギーとを同化させることによって2つの個体が結合する。融合する際にはベースとなる個体がもう1人の胸に手を置き融合する。融合後はベースとなった個体が支配するが、ベースとならなかった個体の記憶や力も融合後の個体に継承される。タイプの違いに関係なく融合することができ、融合によって、それぞれのナメック星人が持つ能力を総合し、強化を図ることが可能。ネイルと融合する際にピッコロが｢気に入らなければすぐに追い出す｣と述べているが、ネイルのケースも含め一度融合すると再び分離することができなくなる。

## 吸収
吸収は融合とはやや異なり、他の個体を取り込む現象である。これはセルおよび魔人ブウの能力である。セルの吸収が相手の力だけを得るものであるのに対し、ブウの吸収は相手の力だけでなく技や頭脳を得るほか、外見も相手の特徴が現れたものになる。

### 人造人間・セル
セルは、吸収を行う際に先端の鋭い針状の尻尾を使用して、他者の生体エキスを吸い取ることで、その力を増強するほか、尻尾を筒状に変化させて人造人間17号、18号を飲み込み吸収することで、第二形態、完全体へと進化する。
劇場版『ドラゴンボールZ 極限バトル!!三大超サイヤ人』では、人造人間13号が14号と15号のエネルギー炉とコンピューターチップを吸収して、「合体13号」へと変身しパワーアップした。
アニメ『ドラゴンボールGT』では、ヘルファイター17号が人造人間17号を洗脳し彼と合体、「超17号」となった。

### 魔人ブウ
魔人ブウは、吸収を行う際、基本的には自分自身の肉片で対象者を包み込み、その体内に取り込む。吸収された対象者は、ブウの体内の肉の繭のようなものの中で保管されている。それを引きちぎられると、吸収によって生じた変化は解除される。例外の方法として、ブウ（純粋悪）がブウ（善）をチョコレートに変えて食べたことで吸収が成立し、ブウ（悪）へと変化した。しかし、孫悟空やベジータにブウ（善）を引きちぎられたことで、理性を失い真の姿であるブウ（純粋）の姿に戻った。ブウ（悪）いわくブウ（善）は「とくべつあつかい」とのこと。
アニメ『ドラゴンボールGT』では、ブウ（純粋）の生まれ変わりであるウーブが、前世における自身の分身であったミスター・ブウと一体化し、ブウの力を吸収して「スーパーウーブ」へとパワーアップした。なお、ウーブがベースではあるものの、ブウ自身の意思や人格も消失したわけではなく、作中にて意識内でウーブに語りかけるシーンがある。

### 邪悪龍
アニメ『ドラゴンボールGT』では、一星龍がドラゴンボールを口から飲み込むことで他の邪悪龍の力を吸収してパワーアップし、超一星龍となった。